# Partula taeniata
Partula taeniata (лат.) — вид тропической живородящей древесной улитки рода Partula, брюхоногий моллюск из отряда лёгочных улиток. Вид находится под угрозой вымирания. Существует международная программа разведения этого вида, в будущем вполне возможна реинтродукция выращенных в неволе улиток в природу.

## Ареал
Улитка P. taeniata является эндемиком острова Муреа (архипелаг Острова Общества, Французская Полинезия, Тихий океан). В прошлом была широко распространена на юге и в центральной части острова.
В 1977 году на остров была интродуцирована хищная улитка Euglandina rosea, которая, охотясь на Partula taeniata, оказала катастрофическое влияние на её численность. Во время интенсивных поисков в 1980-х годах не было обнаружено ни одной особи этого вида. Однако в 2003 году была найдена изолированная популяция этих улиток, а затем в 2005—2007 годах были обнаружены ещё пять более мелких популяций.
Таким образом, в настоящее время на острове существует несколько маленьких изолированных популяций, обитающих в пределах прежнего ареала этого вида и населяющих разрушающиеся равнинные влажные леса.

## Подвиды
Образует четыре подвида:
- Partula taeniata ssp. elongata — единственный сохранившийся в дикой природе подвид[1];
- Partula taeniata ssp. nucleola — вымер в дикой природе[2];
- Partula taeniata ssp. simulans — вымер в дикой природе[3];
- Partula taeniata ssp. taeniata — вымер в дикой природе[4].

## Фото

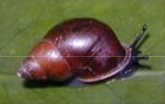
Partula taeniata simulans с горы Тохивеа (или Тохиеа) на острове Муреа
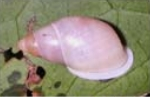
P. taeniata из долины Маатеа
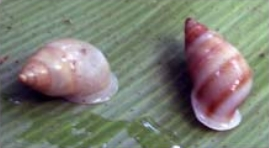
P. taeniata из долины Моруу
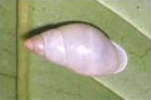
P. taeniata из долины Хауми
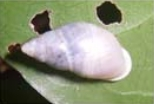
P. taeniata из долины Мориоаху